# Sophia von Platen-Hallermund

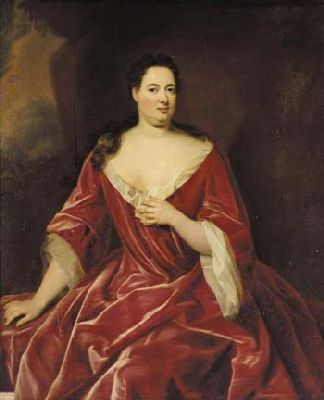
Sophia von Platen-Hallermund

Sophia Charlotte von Platen und Hallermund (1675 – 20 april 1725) was een Britse hofdame en maîtresse en wellicht half-zuster van koning George I van Groot-Brittannië.

## Afkomst
Sophia Charlotte was een buitenechtelijke dochter van hertog Ernst August van Brunswijk-Lüneburg en barones Clara Elisabeth von Platen-Hallermund (geboren Meyersburg). Hoewel haar moeders man, Frans Ernst von Platen Hallermund, officieel als haar vader te boek stond, werd zij aan het hof als onwettige dochter van de latere keurvorst van Hannover beschouwd. Toen haar vader in 1689 werd verheven tot graaf werd ze gravin Sophia von Platen und Hallermund.

## Britse hof
Sophia had een hechte band met haar half-broer George Lodewijk, maar was volgens zijn moeder, Sophia van de Palts, geen maîtresse van hem. Toen George Lodewijk in 1714 koning van Groot-Brittannië werd, volgde haar familie hem naar Londen. Het leven aan het Britse hof ging haar goed af, hoewel ook daar werd aangenomen dat ze een maîtresse van de koning was.
Wat betreft invloed had zij concurrentie van Melusine von der Schulenburg, minnares van George I, en de prinses van Wales.

## Titels
Nadat ’s konings minnares in 1719 de titel hertogin van Kendal had verworven, probeerde ook Sophia een titel te bemachtigen, hetgeen lukte. In 1722 werd zij beleend met de titels barones van Brentford en gravin van Darlington

## Huwelijk en kinderen
Sophia huwde in 1701 met baron Johann Adolf von Kielmansegg (1668 – 1717), onder-meester van de paarden van George Lodewijk. Zij kregen vijf kinderen, waaronder:
- Charlotte (1695 – 1782)
- Georg Ludwig (1705 – 1785)